# 161585 Danielhals
161585 Danielhals è un asteroide della fascia principale. Scoperto nel 2005, presenta un'orbita caratterizzata da un semiasse maggiore pari a 3,1611845 au e da un'eccentricità di 0,1738756, inclinata di 2,85193° rispetto all'eclittica.